# La Erupción Zafiro
La Erupción Zafiro es el primer libro de La decisión de la espada (The Sword's Choice), una saga de literatura juvenil creada por I.M. Redwright. Esta novela vio la luz en 2020, y se espera que la saga se componga de cuatro volúmenes, cada uno de ellos dedicado a uno de los cuatro reinos elementales que aparecen este universo ficticio de ambientación fantástico medieval. Se ha convertido en uno de los libros más vendidos de su género en España durante el año 2021.

## Argumento
La Erupción Zafiro tiene lugar en universo ficitio,  compuesto de cuatro reinos, cada uno de ellos dedicado a un poder elemental (agua, tierra, aire y fuego). En cada uno de estos lugares se venera a un dios asociado a dicho elemento. A lo largo de la novela se introduce al Incandescente, el Dios del Fuego, y también al Dios del Agua, el Aqua Deus. En la misma línea, cada reino dispone de una espada legendaria (una espada, o dos, dependiendo del reino) que otorga a su portador el poder de uno de estos elementos y que, a su vez, le concede el honor de convertirse en el heredero al trono, notándose así una fuerte influencia en la obra por parte de las leyendas artúricas.
En La Erupción Zafiro se nos muestra como una de las espadas gemelas de fuego escoge a un bebé para convertirse en el próximo heredero del reino fireo, realizándose un ritual por parte de un sacerdote de dicho reino, haciendo un pequeño corte en una de las palmas de los neonatos, una actividad que tiene como objetivo encontrar por fin un bebé que no sangre, momento en el cual encontrarán al Fénix Ascendente, el heredero de la corona.
Los ciudadanos de cada uno de los reinos tienen una personalidad muy dispar, los acuos son inteligentes, calmados y algo altivos; mientras que los fireos tienen mal temperamento y son muy pasionales; del mismo modo, físicamente también muestran un aspecto distinto. Así, en el Reinado de Agua el pelo de sus habitantes es rubio y sus ojos son azules, y en el de Fuego el pelo es negro y los ojos marrones. Los mestizos en este universo fictio son conocidos como unickeys, y tienen la particularidad de que nacen con el color del pelo de uno de los reinos y con el color de los ojos del otro, según se dice en la historia, los unickeys nacen con la maldición de nacer con el color de los ojos distintos al tono de las pupilas del reino en el que son engendrados, no pudiendo así ocultar su origen mestizo. En cada uno de los reinos existen muchas leyendas y falsas creencias sobre el resto de reinos, motivadas por la época oscurantista en la que estas sociedades viven.

## Secuelas
El autor de la obra ha indicado que su expectativa es crear un volumen por cada uno de los reinos que existen en esta historia. El primer volumen, tiene lugar en el Reinado del Agua, si bien los eventos narrados en el prólogo del mismo nos hacen una pequeña introducción acerca del Reino de Fuego, conocido como Firia.  
Actualmente ya se conoce el título de los tres  libros que completarán la saga que se inicia con la Erupción Zafiro:
- La Tormenta Esmeralda.
- El Terremoto Citrino.
- El Huracán de rubíes.

## Personajes principales
La trama es narrada desde el punto de vista de diversos personajes, siendo narrada la historia en tercera persona. Algunos de los más destacables son los siguientes:

Noakhail: heredero del Reino de Fuego, Fénix Ascendente. Este joven fireo fue elegido por una de las espadas de fuego y debido a la traición de uno de los soldados del reino tuvo que vivir toda su vida como exiliado en el Reinado del Agua junto con su padrastro, Lumio.
Lumio: exsoldado de élite del Reino de Fuego quien salvó la vida de Noakhail y decidió dejar su reino y su familia atrás para así poder poner a salvo al futuro herededero del trono.
Vienne: una de las princesas del Reinado del Agua más jóvenes, muy tímida y un tanto despistada y que no podría ser más inadecuada para reinar, tal y como les gusta recordarle tanto su madre como su cuidadora.
Hilzen: granjero aquo cuyo camino se cruzará con el de Noakhail, y que le acompañará en su aventura por los cuatro reinos tras una deuda de sangre.
Gelegen: veterano soldado del Reinado del Agua que realiza labores de investigación, su pasión por su trabajo se verá avivada tras presenciar la escena de un crimen a manos de un ser con el poder del fuego.